# ND Gorica
Maillots
Actualités
Le ND Gorica est un club de football slovène basé à Nova Gorica.

## Historique
- 1947 : fondation du club
- 1991 : Après le démembrement de la Yougoslavie, le club fut un membre fondateur du Championnat de Slovénie.
- 1996 : 1re participation à une Coupe d'Europe (C3, saison 1996/97) et premier titre de champion de Slovénie.
- 2001 : Première Coupe de Slovénie.
- 2004 à 2006 : Trois titres de Champions de Slovénie d'affilée.
- 2019 : Première relégation en deuxième division de son histoire

## Bilan sportif

### Palmarès
- Championnat de Slovénie (4)
  - Champion : 1996, 2004, 2005, 2006
  - Vice-champion : 1999, 2000, 2007, 2009

- Coupe de Slovénie (3)
  - Vainqueur : 2001, 2002, 2014
  - Finaliste : 2005 et 2024

- Supercoupe de Slovénie (1)
  - Vainqueur : 1996
  - Finaliste : 2014

### Bilan européen
Note : dans les résultats ci-dessous, le score du club est toujours donné en premier.
| Saison    | Compétition         | Tour              | Club                  | Domicile | Extérieur | Total  |
| --------- | ------------------- | ----------------- | --------------------- | -------- | --------- | ------ |
| 2002-2003 | Coupe UEFA          | Tour préliminaire | Vardar Skopje         | 0 - 1    | 1 - 2     | 1 - 3  |
| 1997-1998 | Coupe UEFA          | Premier tour Q    | Oțelul Galați         | 2 - 0    | 2 - 4     | 4E - 4 |
| 1997-1998 | Coupe UEFA          | Deuxième tour Q   | Club Bruges           | 3 - 5    | 0 - 3     | 3 - 8  |
| 1999-2000 | Coupe UEFA          | Tour préliminaire | Inter Cardiff         | 2 - 0    | 0 - 1     | 2 - 1  |
| 1999-2000 | Coupe UEFA          | Premier tour      | Panathinaïkos         | 1 - 2    | 0 - 1     | 1 - 3  |
| 2000-2001 | Coupe UEFA          | Tour préliminaire | Neftchi Bakou         | 3 - 1    | 0 - 1     | 3 - 2  |
| 2000-2001 | Coupe UEFA          | Premier tour      | AS Rome               | 1 - 4    | 0 - 7     | 1 - 11 |
| 2001-2002 | Coupe UEFA          | Tour préliminaire | Neftchi Bakou         | 1 - 0    | 0 - 0     | 1 - 0  |
| 2001-2002 | Coupe UEFA          | Premier tour      | NK Osijek             | 1 - 2    | 0 - 1     | 1 - 3  |
| 2002-2003 | Coupe UEFA          | Tour préliminaire | Rapid Bucarest        | 1 - 3    | 0 - 2     | 1 - 5  |
| 2004-2005 | Ligue des champions | Premier tour Q    | Flora Tallinn         | 3 - 1    | 4 - 2     | 7 - 3  |
| 2004-2005 | Ligue des champions | Deuxième tour Q   | FC Copenhague         | 1 - 2    | 5 - 0     | 6 - 2  |
| 2004-2005 | Ligue des champions | Troisième tour Q  | AS Monaco             | 0 - 3    | 0 - 6     | 0 - 9  |
| 2004-2005 | Coupe UEFA          | Premier tour      | AEK Athènes           | 1 - 1    | 0 - 1     | 1 - 2  |
| 2005-2006 | Ligue des champions | Premier tour Q    | KF Tirana             | 2 - 0    | 0 - 3     | 2 - 3  |
| 2006-2007 | Ligue des champions | Premier tour Q    | Linfield FC           | 2 - 2    | 3 - 1     | 5 - 3  |
| 2006-2007 | Ligue des champions | Deuxième tour Q   | Steaua Bucarest       | 0 - 2    | 0 - 3     | 0 - 5  |
| 2007-2008 | Coupe UEFA          | Premier tour Q    | Rabotnički Skopje     | 1 - 2    | 1 - 2     | 2 - 4  |
| 2008      | Coupe Intertoto     | Premier tour      | Hibernians FC         | 0 - 0    | 3 - 0     | 3 - 0  |
| 2008      | Coupe Intertoto     | Deuxième tour     | Tchernomorets Bourgas | 0 - 2    | 1 - 1     | 1 - 3  |
| 2009-2010 | Ligue Europa        | Deuxième tour Q   | FC Lahti              | 1 - 0    | 0 - 2     | 1 - 2  |
| 2010-2011 | Ligue Europa        | Deuxième tour Q   | Randers FC            | 0 - 3    | 1 - 1     | 1 - 4  |
| 2014-2015 | Ligue Europa        | Deuxième tour Q   | Molde FK              | 1 - 1    | 1 - 4     | 2 - 5  |
| 2016-2017 | Ligue Europa        | Premier tour Q    | Maccabi Tel-Aviv      | 0 - 1    | 0 - 3     | 0 - 4  |
| 2017-2018 | Ligue Europa        | Premier tour Q    | Shirak FC             | 2 - 2    | 2 - 0     | 4 - 2  |
| 2017-2018 | Ligue Europa        | Deuxième tour Q   | Paniónios GSS         | 2 - 3    | 0 - 2     | 2 - 5  |

Légende
- Victoire ou qualification pour le tour suivant
- Match nul
- Défaite ou élimination de la compétition

## Joueurs emblématiques
- Gianluca Lapadula